# Onthophagus plicatifrons
Onthophagus plicatifrons là một loài bọ cánh cứng trong họ Bọ hung (Scarabaeidae).